# Allenbüttel
Allenbüttel ist ein Ortsteil der Gemeinde Calberlah in Niedersachsen. Die Gemeinde Calberlah wiederum ist Mitgliedsgemeinde der Samtgemeinde Isenbüttel im Landkreis Gifhorn.

## Geografische Lage
Das Dorf liegt zentral im Städtedreieck Gifhorn, Wolfsburg und Braunschweig.
30 km südöstlich liegt der Elm.

## Geschichte
Allenbüttel wurde urkundlich um 1280 Almersbutle genannt. Die Edelherren von Meinersen bekamen um diese Zeit 10 Schillinge Zins von 2 Hufen, einem Lehen an Wedekind von Ribbesbüttel und seine Brüder.
Im Zuge der preußischen Gemeindegebietsreform von 1929 wurde die bis dahin eigenständige Gemeinde Brunsbüttel nach Allenbüttel eingemeindet.
Am 1. März 1974 wurde Allenbüttel in die Gemeinde Calberlah eingegliedert.

## Einwohnerentwicklung
| Jahr      | 1910 | 1925 | 1933 | 1939 | 2016 |
| --------- | ---- | ---- | ---- | ---- | ---- |
| Einwohner | 137  | 146  | 177  | 177  | 210  |

## Vereine und Verbände
- Freiwillige Feuerwehr
- Verein zur Pflege der Dorfgemeinschaft

## Sehenswürdigkeiten

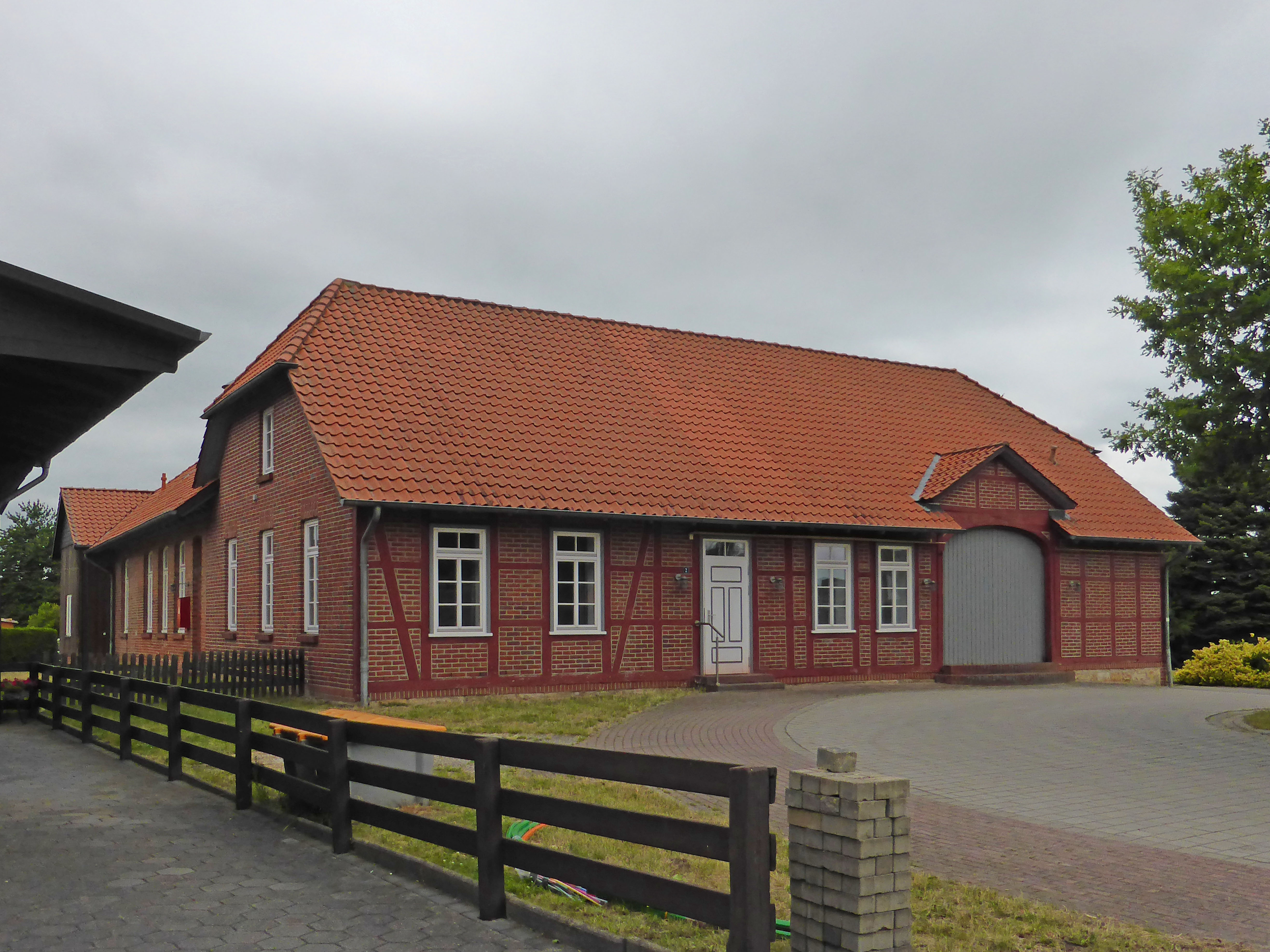
Dorfgemeinschaftshaus

Im Dorfkern steht das Dorfgemeinschaftshaus (DGH). Hier war bis 1963 die Dorfschule ansässig. Nach Schließung des Schulbetriebs diente es teilweise als Wohnhaus. Vor einigen Jahren wurde es größtenteils in Eigenleistung der Dorfbewohner von Grund auf saniert. Es kann für diverse Festivitäten angemietet werden. In einem Anbau, hinter dem DGH, sind die Garage und Schulungsräume der Freiwilligen Feuerwehr untergebracht.
Direkt vor dem DGH befindet sich ein Denkmal, es erinnert an den Befreiungskrieg 1813 und den Sieg gegen Napoleon in der Völkerschlacht bei Leipzig am 18. Oktober 1813. Das Denkmal besteht aus großen Findlingen mit einem eisernen Kreuz. Auf dem Kreuz ist die Jahreszahl 1813, die Initialen „FW“ sowie Eichenlaub zu erkennen.

## Verkehr
4 km nördlich verläuft die Bahnstrecke Hannover-Berlin. 14 km südlich befindet sich die Bundesautobahn 2 und 10 km östlich die Bundesautobahn 39. 2 km nordwestlich zweigt der Elbe-Seitenkanal vom Mittellandkanal ab. Durch Allenbüttel verläuft die Landesstraße L321, die u. a. Wolfsburg mit der B4 verbindet.

## Verwechslung
In der Gemeinde Calberlah gibt es noch den Ortsteil Allerbüttel. Dieser befindet sich rund 3 km nördlich und hat dieselbe Postleitzahl, so dass es bei Ortsunkundigen gelegentlich zu Verwechslungen kommt.